# دوغلاس إيفرت
دوغلاس إيفرت (بالإنجليزية: Douglas Everett)‏ هو محامي وسياسي كندي، ولد في 12 أغسطس 1927 في فانكوفر في كندا، وتوفي في 27 مارس 2018. حزبياً، نشط في الحزب الليبرالي الكندي. وقد انتخب عضو مجلس الشيوخ الكندي.